# أحمد الدحيم
أحمد فريد الدحيم لاعب كرة قدم سعودي، يلعب في خط الوسط في نادي الهداية.

## مسيرة اللاعب
مثل نادي الاتفاق في الفئات السنية و وصل للفريق الأول في عام 2018 و أعير إلى نادي الكوكب في عام 2019 و أعير إلى نادي الجيل مطلع عام 2020 و أعير إلى نادي الخليج في صيف 2020 و لعب بعدها مع نادي القادسية ونادي الشعلة ونادي الساحل ونادي الهداية.